# C/1880 C1 (Большая южная комета)
Большая южная комета 1880 года — яркая комета, наблюдаемая в южном полушарии с 1 февраля 1880 года множеством астрономов, получила статус Большой кометы. Перигелий был пройден до этого момента — 28 января. Изначально голова кометы, находясь ниже линии горизонта, не была видима — самые ранние свидетельства о её регистрации относятся к 4 февраля, однако некоторые наблюдатели так и не смогли её рассмотреть. В то же время все отмечали исключительно большую длину хвоста — по данным отдельных очевидцев, до 75°. Комета была видима достаточно недолго: она начала заметно тускнеть с 6 февраля, после 9 февраля оставалась видима лишь в небольшом числе мест, причём с 13 февраля — лишь с помощью специального оборудования. Последнее наблюдение зафиксировано 20 февраля.
Во время своего перигелия комета C/1880 C1 находилась на чрезвычайно малом расстоянии от Солнца, что является характерной особенностью околосолнечных комет Крейца, к которым она относится. По результатам последних исследований, Большая комета 1880 года принадлежит, наряду с кометами 1843 и 1887 года, к первой группе осколков гипотетической кометы-прародительницы IV—V в (а возможно, и более раннего периода).

## История наблюдений

### Открытие
У кометы не было единоличного первооткрывателя, по крайней мере он неизвестен, поскольку все свидетельства получены не из первых рук. Однако они сходятся в том, что впервые комета была замечена 1 февраля 1880 года .
Так, Г. Ч. Расселл, директор Сиднейской обсерватории получил сообщение от некоего «джентльмена из северной области колонии», который 1 февраля после заката (в 9:36 по всемирному времени) во время охоты заметил на юго-западе ярко светящуюся полосу шириной 3°, направленную от горизонта к южному полюсу. Ту же картину вышеозначенный джентльмен наблюдал и на следующий день. Также в Австралии Ч. Тодд лично впервые зарегистрировал комету 2 февраля между 8 и 9 часами вечера (по местному времени), находясь в заливе Сент-Винсент, однако ему сообщали, что видели её накануне вечером (в 11:17 по всемирному времени), — возможно, эту информацию он получил от того же наблюдателя, что и Расселл.
К 1 февраля также относятся упоминания о наблюдении кометы с борта британского корабля «HMS Garnet», находившемся тогда на внешнем рейде в Монтевидео. Так, один из членов команды, лейтенант Б. Гвинн, сообщал, что сразу после заката наблюдал её хвост в юго-юго-западном секторе, примерно в 20° над горизонтом, причём по яркости он был сравним с Млечным путём ясной морозной ночью. Другой же наблюдатель с этого судна, С. С. О. Моррис, подтверждал, что хвост можно было видеть в этой области неба около 8 часов вечера по местному времени; его часть, видимая невооружённым глазом, имела длину 30°, он был почти прямым и параллельным направлению Млечного пути; ядро же находилось за горизонтом.
В последующие 2 дня было произведено ещё несколько независимых открытий кометы: У. Боном в Каслмейне (Виктория) в 19:30 по местному времени 2 февраля, Р. Эллери вечером 2 февраля в Мельбурнской обсерватории, также 2 февраля Л. Э. Эдди в Грейамстауне (ЮАР), Д. Гиллом в Обсерватории Мыс Доброй Надежды, Б. А. Гулдом в Аргентинской национальной обсерватории Кордове в 0:43 3 февраля), а также в 10:34 того же дня Дж. Теббуттом в Уиндзоре (Новый Южный Уэльс).

### Дальнейшие наблюдения
Комета прошла перигелий 28 января и после своего открытия в первые дни наблюдения была всё ещё близко к Солнцу, поэтому в этот период её ядро и голова находились ниже линии горизонта, и видим был только хвост.
Б. Гвинн с корабля «HMS Garnet», впервые наблюдавший комету 1 февраля, отмечал, что на следующий день она стала менее яркой и сместилась на 2° на запад. Другой член экипажа британского судна, Моррис, в этот день сообщал, что хвост увеличился в длину и немного сместился, а ядра всё ещё не было видно. Тогда же, 2 февраля, Эллери также засвидетельствовал, что
не смог разглядеть ядра, хотя по его данным, некоторые наблюдатели в других областях колонии имели такую возможность. Кроме того, астроном из Мельбурна установил, что хвост был расположен под углом 60° к горизонту, отклоняясь на запад, и имел длину 20°. Тодд, проводивший наблюдения в обсерватории в Аделаиде, описывал его как узкую розовато-белую полосу, в верхней части слегка искривлённую к югу. Эдди определил, что хвост достигал высоты 20° над горизонтом и имел ширину 1°, и тоже упоминал его изгиб в южную сторону, согласно его описанию, хвост имел бледно-жёлтый цвет и был сравним по яркости с Млечным путём, в последующие дни же был уже более тусклым и бесцветным. Бон сообщал, что сразу после захода Солнца заметил на небе полосу света длиной почти 35°, начинавшуюся из точки пересечения линии горизонта Солнечным диском и идущую наклонно вверх, которую сперва принял за всполох от доменной печи, но затем идентифицировал именно как хвост кометы, голова которой находилась за горизонтом возле Солнца.
Больше всего наблюдений было осуществлено в обсерваториях южного полушария, по всей видимости, 3 февраля, когда информация о комете распространилась среди астрономов. Гулд отмечал, что наблюдаемая им полоса света была равномерной по яркости и сужалась на концах, в центре же имела ширину до 1°. Теббутт сообщал, что хвост простирался на 25° над горизонтом, а голова была скрыта облаками либо находилась ниже линии горизонта. Моррис также засвидетельствовал, что наблюдался лишь хвост огромных размеров, тогда как голова по-прежнему не была видна. Согласно его записям, хвост сместился вправо и к западу, и за минувшие 3 дня наблюдений можно было заключить, что положение кометы изменялось каждые сутки на 10 минут в прямом восхождении и 4° в склонении. Тодд записал в этот день, что хвост уже был заметен во время поздних сумерек (около 20 часов по местному времени), а после окончательного захода Солнца (в 20:20) стал отчётливо ярким, сместился относительно предыдущего наблюдения к северу, изгиб в южном направлении сохранился, а длина увеличилась до 27°. Расселл, несмотря на затруднявшую наблюдения облачность, зафиксировал длину хвоста по меньшей мере в 30° и максимальную ширину в 1,25°. Наконец, Бон также отметил, что хвост кометы сместился в северо-восточном направлении, стал несколько менее ярким, а голова её по-прежнему была за горизонтом.
Ядро и голова кометы стали видны с 4 февраля. Так, Бон записал в своём отчёте, что в этот день отчётливо наблюдал ядро у самого горизонта, начиная с 20:45 по местному времени, в течение 10 минут, описывая его как «вакуоль», окружённую концентрическими огибающими, — характерная картина, которую астроном из Каслмейна сравнил с зарисовками кометы Донати. Хвост в этот день имел длину 40°, согласно данным Эдди, Гулда и Э. Ляи, французского учёного, работавшего в Имперской обсерватории. Последний также определил его позиционный угол — 342°. При этом Эдди отмечал, что хвост сместился на 20° к востоку и стал прямым, тогда как Гилл, директор Обсерватории Мыс Доброй Надежды, описывал его как узкий и искривлённый, длину же его он оценивал почти в 50°. Гвинн с корабля «HMS Garnet» снова, как и накануне, зарегистрировал снижение яркости хвоста и видимое движение в западном направлении на 2°, при этом так и не смог, по крайней мере с помощью имевшейся в его распоряжении подзорной трубы, разглядеть ядро. Моррис, член команды того же британского судна, также отметил сохранение зафиксированного им ранее видимого движения — прибавления 10 минут в прямом восхождении и 4° в склонении за сутки — и также не имел возможности различить ядро. Не смог рассмотреть его и Тодд — он наблюдал хвост кометы, как и накануне, после 20 часов по местному времени, отмечая, что он стал гораздо ярче.
Имеются и многочисленные данные наблюдений головы кометы на следующий день, 5 февраля. Так, Эдди сравнивал размер ядра, цвет которого, согласно его наблюдениям, был бледно-жёлтым, с туманностью M57, а общий вид — со скоплением 47 Тукана, состоящим из большого количества звёзд, плотность которых увеличивается к центру. Гулд же описывал голову как плохо видимую в тумане и сумерках концентрацию тусклого света крупнозернистой структуры диаметром 2-3′ без чётко выраженного ядра. Бон также, несмотря на технические трудности, наблюдал ядро и зарегистрировал его точное положение. Длину хвоста в этот день Гулд оценивал более чем в 40°, Эдди — в 50°, а Гилл — почти в 60°. Эдди также установил, что на границе с ядром хвост имел толщину, равную 1/6 его периметра, затем расходился до 1° на расстоянии 20° от ядра и далее до самого конца расширялся лишь незначительно; граница хвоста была чётко выражена, а яркость его была максимальна на расстоянии от 5 до 10° от ядра. Моррис, наблюдавший в этот день комету лишь короткое время (из-за облачности), успел зафиксировать сохранение установленного им ранее видимого движения. Тодд же отмечал, что хвост, наблюдаемый им в 20:10 по местному времени, стал несколько менее ярким, нежели накануне, и также уменьшилась его изогнутость. Расселл сообщал, что в этот день, как и накануне, всё ещё мог видеть только хвост, но не голову кометы.
Важное изменение произошло 6 февраля: если до этого данные об увеличении или снижении яркости кометы разнились, то в этот день уже все наблюдатели единогласно отмечали, что она начала тускнеть. Согласно отчётам Гилла с подробными зарисовками, хвост 6 февраля имел максимальную за всё время наблюдений длину — 75°, а также всё ещё был изогнут. Тодд также отмечал изгиб хвоста, правда, ещё менее заметный, чем накануне, — конец распрямлялся к северу. Кроме этих двоих астрономов, зафиксировавших бо́льшую, чем другие, длину хвоста, все прочие описывали его как неискривлённый. На следующий день Гилл наблюдал уже более слабую искривлённость хвоста; согласно его отчётам, хвост был узким и имел длину 60°; ядро же астроном с Мыса Доброй Надежды различить не мог, хотя ему было известно, что другие наблюдатели его видели. Тодд 7 февраля описывал значительно потускневший хвост как тонкую расплывчатую полосу. А Эдди зарегистрировал длину хвоста в 38° и свидетельствовал, что наблюдал ядро (в телескоп-рефрактор) с 20:30 до 21:20 по местному времени, и его граница с комой была неразличима, однако последняя была более плотной в центральной области. Моррис, видевший комету из-за погодных условий совсем недолго, успел заметить существенное удлинение и смещение хвоста. Наконец, Эллери, регистрировавший положение хвоста ежедневно, начиная со 2 февраля, 6 февраля тоже отмечал произошедшее за это время увеличение длины хвоста и также подтверждал уменьшение его яркости.
К 8-9 февраля ядро стало отчётливо различимо, однако комета в целом стала хуже видима, в том числе местами из-за погодных условий. Так, Гилл 8 февраля наконец смог различить ядро в бинокль, хотя и отмечал, что довольно расплывчатое, однако на следующий день это уже было невозможно без телескопа. Эдди 8 февраля засвидетельствовал, что зарегистрировать положение кометы — оно снова немного изменилось — было уже сложнее, чем ранее, ядро также просматривалось с большим трудом. Ляи определил длину хвоста — около 50° и его позиционный угол — 340°. Гвинн, член экипажа корабля «HMS Garnet», одним из первых открывший комету и с тех пор регулярно отслеживавший её положение, 8 февраля уже с трудом зафиксировал направление хвоста, несмотря на благоприятные погодные условия. Гилл 9 февраля на основании своих предшествующих наблюдений заключил, что комета смещалась в южном направлении. Бон в этот день определил координаты кометы — по сравнению с предыдущим измерением 4 дня назад, прямое восхождение увеличилось на 1 час 9 минут, а склонение — уменьшилось на 5′ — и обнаружил, что её ядро побледнело и сократилось в размерах, из чего сделал вывод, что она быстро удалялась. А Эллери отмечал, помимо существенного снижения яркости, увеличение длины хвоста — до 45°.
После 9 февраля данных наблюдений стало резко уменьшаться: комета потускнела и уменьшилась в размерах. Бон, правда, 10 февраля ещё мог видеть ядро, хотя и не успел произвести точных измерений, и тогда же Эдди также смог рассмотреть ядро в телескоп, но 12 февраля астроном из Грэйамстауна уже описывал комету как «лёгкий неясный отблеск», а Эллери в этот день сообщал, что хвост практически исчез. Расселл 13 февраля и на следующий день, впервые за прошедшую неделю получив возможность наблюдать комету, сообщал, что к этому моменту она уже стала настолько бледной, что невооружённым глазом уже нельзя было рассмотреть её отдельные части, однако в телескоп можно было различить нечёткое ядро размером 1′ и хвост длиной 15° и толщиной 30″ возле комы и 1,5′ в самом широком месте. Между тем, Теббутт 14 февраля уже не мог разглядеть в телескоп ни ядра, ни даже светового сгущения на его месте. Гилл продолжал наблюдения кометы до 15 февраля, ежедневно (в 8-9 часов вечера по местному времени) регистрируя её положение. Эллери и Э. Дж. Уайт, совместно с которым он проводил работу в Мельбурнской обсерватории, также практически ежедневно отмечали координаты кометы. Однако уже 16 февраля они описывали комету как «чрезвычайно тусклую», а на следующий день — последний день их наблюдений — сообщали, что она была едва различима, хотя им всё же удалось с большим трудом рассмотреть ядро. Бону, между тем, успешно удавалось с 14 до 16 февраля проводить точные измерения положения кометы: её прямое восхождение увеличивалось ежедневно более чем на 10 минут, а склонение — уменьшалось на 30′, однако 17 февраля из-за её бледности координаты были зарегистрированы лишь приближённо.
Последнее упоминание о комете относится к 20 февраля — в 01:12 по всемирному времени Гулд наблюдал её с помощью рефрактора, определил её положение и описал как едва различимый белый отсвет. На следующий же день его попытки, несмотря на хорошие условия, были безуспешны.
Все перечисленные данные наблюдений относятся исключительно к южному полушарию. Есть, однако, помимо этого, неподтверждённые упоминания о крупной яркой комете, наблюдаемой в юго-западной области неба на юге Империи Цин (возможно, в таких городах как Шанхай) по одним данным с 12 января по 9 февраля, по другим — только с 7 по 9 февраля. Они содержатся в текстах 1910 года, являющихся продолжением исторических записей этой империи. Но относительно этой кометы сообщалось, что она была видима в дневное время, а поскольку к 9 февраля комета C/1880 C1 уже заметно потускнела, возможность наблюдения её в светлое время суток в этот период практически исключена.

## Теоретические исследования

### Параметры орбиты
Перигелий был пройден в 2:53 28 января 1880 года, расстояние в перигелии составило 0,0055 а. е.. Ближе всего к Земле комета находилась 3 января — 0,61 а.е и 9 февраля — 0,6754 а. е..
Максимальная за всё время наблюдений яркость кометы составила 3m.
Астроном Г. Крейц на основании данных 29 наблюдений кометы с 6 по 20 февраля рассчитал и другие параметры её орбиты. Впоследствии они были уточнены в конце XX века Б. Марсденом и в начале XXI века З. Секаниной.
| Параметр                      | Крейц, 1901 г.        | Крейц, 1901 г.                          | Марсден, 1989 г.           | Марсден, 1989 г.          | Секанина, 2004 г. |
| ----------------------------- | --------------------- | --------------------------------------- | -------------------------- | ------------------------- | ----------------- |
| Параметр                      | параболическая орбита | эллиптическая орбита с периодом 800 лет | «гелиоцентрическая» орбита | «барицентрическая» орбита | Секанина, 2004 г. |
| Время перигелия (всемирное)   | 1880 Jan 28.1182      | 1880 Jan 28.09679                       | 1880 Jan 28.085            | 1880 Jan 28.085           | 1880 Jan 28.09679 |
| Расстояние перигелия (q), а.е | 0,005494              | 0,0055347                               | 0,00556                    | 0,00515                   | 0,0055355         |
| Эксцентриситет                | 1                     | 0,9999358                               | 0,99989986                 | 0,99990766                | 0,99993442        |
| Долгота восходящего узла (Ω)  | 7,7774°               | 6,4762°                                 | 5,10°                      | 3,78°                     | 6,4987°           |
| Аргумент перигелия (ω)        | 86,2486°              | 85,1285°                                | 84,55°                     | 83,55°                    | 85,1084°          |
| Наклонение (i)                | 144,6666°             | 144,5226°                               | 144,44°                    | 144,41°                   | 144,5229°         |
| Период, лет                   | ∞                     | 800                                     | 417                        | 417                       | 775,5             |

### Соотношение с другими кометами семейства
Поскольку наблюдаемые параметры орбиты сильно напоминали таковые для кометы 1843 года, практически сразу были высказаны идеи об их связи. Однако гипотеза о том, что это одно и то же небесное тело, уже тогда виделась сомнительной, так как ранее не было свидетельств о наблюдении аналогичной кометы с периодом в 37 лет. Более вероятным представлялось отделение их обеих в процессе разрушения некоего тела-предшественника много лет назад. Так, американский астроном Д. Кирквуд уже в 1880 году высказал предположение, что это произошло в районе 370 г. до н. э., и каждая из частей совершила после этого 5 оборотов с незначительно отличающимся периодом. Гипотеза о происхождении ряда околосолнечных комет от разрушившейся много лет назад кометы-прародительницы была изложена 2 десятилетия спустя Г. Крейцем на основании проведённых им обширных исследований орбит этих комет в его фундаментальных работах, после чего эта группа комет и получила его имя.
В XX веке после наблюдения ещё нескольких околосолнечных комет со схожими характеристиками их исследования активизировались. Так, на основании вычисленных параметров орбиты февральской кометы 1880 года и других околосолнечных комет Крейца Марсден сделал вывод об общем происхождении комет 1843, 1880 и 1963 года. Согласно его гипотезе, C/1880 C1 и C/1843 D1 разделились во второй половине XV в., хотя данных о наблюдении ярких комет в этот период не сохранилось.
Позднее З. Секанина из Лаборатории реактивного движения НАСА в результате своего исследования околосолнечных комет Крейца также отнёс комету 1880 года к первой группе осколков гипотетической кометы-прародительницы IV в. — наряду с C/1843 D1 и C/1887 B1.